# Think About Things
Think About Things (englisch etwa für Über Dinge denken) ist ein englischsprachiger Popsong, der vom isländischen Sänger Daði Freyr geschrieben wurde. Er und seine Begleitband Gagnamagnið gewannen mit dem Lied den Söngvakeppnin 2020 und sollten somit Island beim Eurovision Song Contest 2020 in Rotterdam vertreten. Es existiert außerdem eine isländische Version mit dem Titel Gagnamagnið.

## Hintergrund und Produktion
Daði Freyr nahm bereits beim Söngvakeppnin 2017 teil, wo er mit dem Titel Is This Love? (isländisch Hvað Með Það?) den zweiten Platz hinter Svala Björgvinsdóttir belegte.
Am 18. Januar 2020 wurde sein Beitrag samt den anderen Wettbewerbsteilnehmern vorgestellt. Im zweiten Halbfinale des Söngvakeppnin 2020 am 15. Februar konnte er sich für das am 29. Februar stattfindende Finale qualifizieren. In diesem konnte er in der ersten Runde die Höchstpunktzahl von Jury und Televoting auf sich vereinigen, sowie im folgenden Superfinale die meisten Anrufer, womit er als Sieger der Veranstaltung hervorging.
Den Titel schrieb und produzierte er alleine. Die Aufnahmen fanden in Berlin statt.

## Inhaltliches
Daði Freyr habe die isländische Version einzig aufgrund der Regularien des RÚV geschrieben. Die englischsprachige Version sei die ursprüngliche. Der Titel sei seiner kleinen Tochter gewidmet, welche im Jahr zuvor zur Welt kam. Es gehe um das Gefühl, das in den ersten Tagen und Wochen vorhanden sei, wenn man merke, dass man diese Person von all seinen Herzen liebt, obwohl man selbst noch nicht viel miteinander kommuniziert habe. Anfangs habe seine Tochter noch nicht sehr viel gemacht, weshalb es ihn interessiert habe, was sie über alles Mögliche denke. Inzwischen sei der Text nicht mehr zutreffend, da sie mit fortgeschrittenem Alter ihren Eltern zeige, was sie denkt.
Der Titel beginnt mit einem Intro, auf welches die erste Strophe und der Refrain folgt. Nach der zweiten Strophe und dem Refrain folgt die Bridge, bevor zum Schluss erneut der Refrain gesungen wird.

## Beim Eurovision Song Contest
Island hätte im zweiten Halbfinale des Eurovision Song Contest 2020 mit diesem Lied auftreten sollen. Aufgrund der fortschreitenden COVID-19-Pandemie wurde der Wettbewerb jedoch abgesagt.

## Veröffentlichung und Musikvideo
Der Titel wurde mit all den anderen Wettbewerbern des Söngvakeppnin 2020 am 18. Januar 2020 auf einem Sampler veröffentlicht. Dieser enthält auch die isländischsprachige Version. Eine Singleauskopplung im Eigenverlag erschien am 9. April. Zusätzlich existiert ein „Hot Chip Remix“, welcher am 14. Mai erschien.
Regisseurin des im Februar 2020 erschienen Musikvideos war Guðný Rós Þórhallsdóttir. Kamerafrau war Birta Rán Björgvinsdóttir. Die ursprüngliche Idee zum Video sei von Daði Freyr selbst gekommen.

## Rezeption
Laut ESC Kompakt sei Think About Things ein „geniales Kunstwerk aus locker-funkiger Musik, […] ansprechendem Text und unterhaltsamer Darbietung“. ESC Xtra bezeichnete den Song als den originellsten des Jahres 2020. Der Blog Eurovisionary schrieb, der Song baue sehr auf eine visuelle Darbietung und hätte eine Platzierung in den Top 10 oder Top 5 beim Grand Prix erreichen können. Irving Wolther meinte, die „skurrile Performance hätte Island den ersten ESC-Sieg seiner Geschichte bescheren können“.

## Kommerzieller Erfolg

### Chartplatzierungen
In Belgien platzierte sich der Titel außerdem in den Airplay-Charts auf Platz 36. In den sozialen Netzwerken sorgte der Titel bereits vor der Vorentscheidung für Aufsehen, nachdem er von Prominenten geteilt wurde. Spotify nahm den Titel in die Playlist „Sommerhits 2020“ auf.
| ChartsChartplatzierungen     | Höchstplatzierung | Wochen |
| ---------------------------- | ----------------- | ------ |
| Vereinigtes Königreich (OCC) | 34 (9 Wo.)        | 9      |

### Auszeichnungen für Musikverkäufe
| Land/Region                  | Auszeichnungen für Musikverkäufe (Land/Region, Auszeichnung, Verkäufe) | Verkäufe |
| ---------------------------- | ---------------------------------------------------------------------- | -------- |
| Vereinigtes Königreich (BPI) | Gold                                                                   | 400.000  |
| Insgesamt                    | 1× Gold ·                                                              | 400.000  |